# ذخیره‌گاه طبیعی ایخ نارتین چولو
ذخیره‌گاه طبیعی ایخ نارتین چولو (به لاتین: Ikh Nartiin Chuluu Nature Reserve) یک منطقه حفاظت‌شده در مغولستان است که در دالانجارگالان و ایراگ، دورنوگووی واقع شده‌است.